# Днепрострой (компания)
«Днепрострой» (укр. Дніпробуд) —  одна из крупнейших строительных организаций СССР, которая специализировалась на возведении гидроэлектростанций и промышленном строительстве.

## История

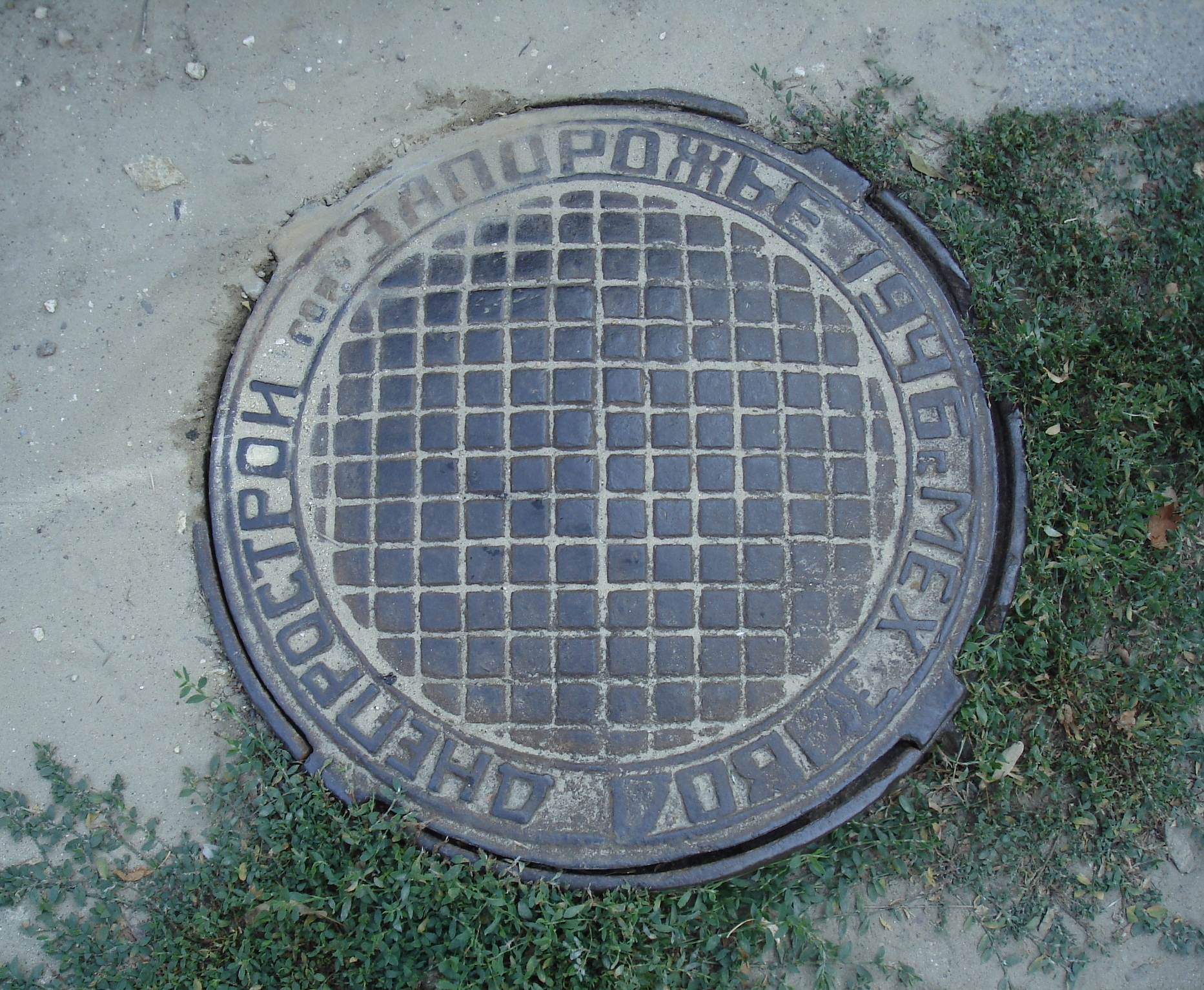
Крышка канализационного колодца в Новой Каховке, 2012 год

Предприятие было создано в марте 1927 года для строительства Днепровского каскада гидротехнических сооружений, первым из которых была Днепрогэс.
В 1927—1932 годах «Днепрострой» возводил Днепровскую ГЭС.
После освобождения Запорожья от немецких войск в 1943 году, для восстановления Днепрогэс в феврале 1944 года «Днепрострой» был создан во второй раз.
Этапы восстановления ДнепроГЭС:
- 3 марта 1947 года был восстановлен 1-й агрегат (для этого потребовалось уложить 146 тыс. м³ бетона, смонтировать 11 тыс. тонн металлоконструкций и восстановить здание ГЭС);
- в июле 1947 года было восстановлено движение по шлюзу;
- в октябре 1947 года был восстановлен 2-й агрегат ГЭС;
- в декабре 1947 года был восстановлен 3-й агрегат ГЭС;
- в декабре 1948 года был восстановлен 4-й агрегат ГЭС, что завершило восстановление объекта.

После этого «Днепрострой» был награждён орденом Ленина.
20 сентября 1951 года «Днепрострой» начал строительство Каховской ГЭС, которую строил до 1956 года. За строительство этой ГЭС управлению «Днепростроя» на вечное хранение было передано переходящее Красное знамя ЦК Компартии Украины и Совета министров УССР. В Новой Каховке на канализационных колодцах остались чугунные крышки, изготовленные «Днепростроем» в 1946 году.
Завершив работы в Новой Каховке, управление «Днепрострой» в 1957 году переехало в Днепродзержинск для строительства Днепродзержинской ГЭС.
9 февраля 1977 года управление строительства «Днепрострой» было награждено орденом Октябрьской Революции.